# Крупац (Бела Паланка)
Крупац је насеље у Србији у општини Бела Паланка у Пиротском округу. Према попису из 2022. било је 67 становника (према попису из 1991. било је 139 становника).
Према турском попису нахије Ниш из 1516. године, место је било једно од 111 села нахије и носило је назив Горњи Крупац, а имало је 112 кућа, 11 удовичка домаћинства, 37 самачка домаћинства.
Овде се налази Модро око (Крупачко врело).

## Демографија
У насељу Крупац живи 66 пунолетна становника, а просечна старост становништва износи 58,9 година (57,4 код мушкараца и 60,6 код жена). У насељу има 33 домаћинства, а просечан број чланова по домаћинству је 2,03.
Ово насеље је у потпуности насељено Србима (према попису из 2002. године).
|  |

| Демографија | Демографија | Демографија |
| Година      | Становника  | Становника  |
| ----------- | ----------- | ----------- |
| 1948.       | 450         |             |
| 1953.       | 416         |             |
| 1961.       | 303         |             |
| 1971.       | 215         |             |
| 1981.       | 186         |             |
| 1991.       | 139         | 139         |
| 2002.       | 144         | 144         |
| 2011.       | 210         |             |
| 2022.       | 67          |             |

| Етнички састав према попису из 2002.‍ | Етнички састав према попису из 2002.‍ | Етнички састав према попису из 2002.‍ | Етнички састав према попису из 2002.‍ | Етнички састав према попису из 2002.‍ |
| ------------------------------------ | ------------------------------------ | ------------------------------------ | ------------------------------------ | ------------------------------------ |
|                                      |                                      |                                      |                                      |                                      |
| Срби                                 | Срби                                 |                                      | 144                                  | 100,0%                               |
| непознато                            | непознато                            |                                      | 0                                    | 0,0%                                 |

| Година пописа     | 1948. | 1953. | 1961. | 1971. | 1981. | 1991. | 2002. |
| ----------------- | ----- | ----- | ----- | ----- | ----- | ----- | ----- |
| Број домаћинстава | 68    | 70    | 79    | 74    | 76    | 60    | 61    |

| Број чланова      | 1  | 2  | 3  | 4 | 5 | 6 | 7 | 8 | 9 | 10 и више | Просек |
| ----------------- | -- | -- | -- | - | - | - | - | - | - | --------- | ------ |
| Број домаћинстава | 19 | 21 | 10 | 5 | 3 | 3 | 0 | 0 | 0 | 0         | 2,36   |

| Пол    | Укупно | Неожењен/Неудата | Ожењен/Удата | Удовац/Удовица | Разведен/Разведена | Непознато |
| ------ | ------ | ---------------- | ------------ | -------------- | ------------------ | --------- |
| Мушки  | 62     | 13               | 39           | 9              | 1                  | 0         |
| Женски | 68     | 13               | 38           | 17             | 0                  | 0         |
| УКУПНО | 130    | 26               | 77           | 26             | 1                  | 0         |

| Пол    | Укупно                    | Пољопривреда, лов и шумарство | Рибарство                            | Вађење руде и камена | Прерађивачка индустрија       |
| ------ | ------------------------- | ----------------------------- | ------------------------------------ | -------------------- | ----------------------------- |
| Мушки  | 21                        | 0                             | 0                                    | 0                    | 12                            |
| Женски | 10                        | 0                             | 0                                    | 0                    | 9                             |
| УКУПНО | 31                        | 0                             | 0                                    | 0                    | 21                            |
| Пол    | Производња и снабдевање   | Грађевинарство                | Трговина                             | Хотели и ресторани   | Саобраћај, складиштење и везе |
| Мушки  | 3                         | 1                             | 0                                    | 0                    | 1                             |
| Женски | 0                         | 0                             | 0                                    | 0                    | 0                             |
| УКУПНО | 3                         | 1                             | 0                                    | 0                    | 1                             |
| Пол    | Финансијско посредовање   | Некретнине                    | Државна управа и одбрана             | Образовање           | Здравствени и социјални рад   |
| Мушки  | 1                         | 0                             | 3                                    | 0                    | 0                             |
| Женски | 0                         | 0                             | 0                                    | 0                    | 0                             |
| УКУПНО | 1                         | 0                             | 3                                    | 0                    | 0                             |
| Пол    | Остале услужне активности | Приватна домаћинства          | Екстериторијалне организације и тела | Непознато            | Непознато                     |
| Мушки  | 0                         | 0                             | 0                                    | 0                    | 0                             |
| Женски | 0                         | 0                             | 0                                    | 1                    | 1                             |
| УКУПНО | 0                         | 0                             | 0                                    | 1                    | 1                             |